# TotalEnergies Marketing Maroc
TotalEnergies Marketing Maroc S.A. (ehemals Total Maroc) ist ein marokkanisches Unternehmen mit Sitz in Casablanca. Es ist der drittgrößte Vertreiber von Erdölprodukten in Marokko. Die Tätigkeit umfasst 6 Produktfamilien:
- Dieselöl und Superbenzin
- Flüssiggas: Butan und Propan
- Flugkraftstoffe
- schwere Erdölprodukte
- Schmierstoffe
- flüssige Kohlenwasserstoffe für die Schifffahrt und Spezialflüssigkeiten.

Der Anteil am Umsatz nach Geschäftsbereichen betrug 2021 für Kraftstoffe 60,1 %, für Gas 35,5 %, für Schmierstoffe 3,9 %, für anderes 0,6 %. Daneben betreibt TotalEnergies Marketing Maroc ein Netz von 360 Tankstellen in Marokko (Stand 2023) und ist auch hierbei die Nr. 3 auf dem Markt. Die Gruppe hält über alle Produkte einen Marktanteil von 15 %. Mehrheitsaktionär ist der französische Energiekonzern TotalEnergies mit 55,00 %. Die Aktien sind an der Bourse de Casablanca notiert und Teil des Moroccan All Shares Index (MASI).

## Geschichte
1929 wurde die Société Cherifienne des Pétroles gegründet, an der sich die französische Ölgesellschaft Compagnie Française des Pétroles (CFP) beteiligte. Auch der französische Staat war interessiert und förderte die Ölförderung im Land. 1934 entdeckte die Cherifian Oil Company die Lagerstätte Jebel Tselfat, die damals erste bedeutende Lagerstätte des afrikanischen Kontinents. Marokko wurde zum größten Ölproduzenten des Kontinents. Die Algerian Petroleum Company Mory (SAPM), an der die CFP 1935 die Mehrheit übernahm, gründete 1950 in Marokko eine Tochtergesellschaft für den Vertrieb von Erdölprodukten und eröffnete ein Depot in Casablanca. Die CFP erwarb 1951 die Compagnie Marocaine des Carburants (CMC). 1952 eröffnete CMC erste Tankstellen.
1955 stellten die ersten Verkaufsstellen auf die Marke TOTAL um, die 1954 ins Leben gerufen wurde. Die CFP eröffnete ein Jahr später in Marokko eine der ersten ausländischen Tochtergesellschaften von Air Total. Total CMC fusionierte 1964 mit der Gesellschaft Moroccan Oil Open und wird zu Total Maroc. 1975 wurde das Vertriebsvermögen des Konzerns zu 50 % verstaatlicht. Zu diesem Zeitpunkt besaß Total Maroc 335 Verkaufsstellen und einen Marktanteil von 17,5 % im Land. Die Vermögenswerte von Mory und der marokkanischen Tochtergesellschaft der Gruppe wurden 1981 zusammengelegt. Im Jahre 1994 erwarb Total Maroc 50 % der nationalen Gesellschaft und wurde ein privates Unternehmen.
2001 erhielt TotalFinaElf den Zuschlag für eine Erkundungsstudie in der Offshore-Zone Dakhla. 2002 beteiligte sich der Konzern an zwei großen ländlichen Elektrifizierungsprogrammen. Nach seismischen Arbeiten, die sich als nicht erfolgreich erwiesen haben, gab TOTAL 2004 den Dakhla Offshore-Block zurück. Die Gruppe führte 2012 geologische Studien über den Meeresboden durch.
Die Gruppe schloss 2013 die 3D-Seismische Erfassung von 5.900 km² Meeresboden ab.